# 1613 Смайлі
1613 Смайлі (1613 Smiley) — астероїд головного поясу, відкритий 16 вересня 1950 року.
Тіссеранів параметр щодо Юпітера — 3,288.